# Ammosaurus
Ammosaurus ("lagarto de areia") é um género de dinossauro sauropodomorfo que habitou a a América do Norte durante o início e o meio do período Jurássico. Tinha 4 metros (13 pés) de comprimento, sendo pequeno em comparação com alguns outros membros de sua subordem, que incluía os maiores animais que já andaram sobre a Terra. Era um animal versátil, capaz de se mover tanto em postura bípede quanto quadrúpede, e pode ter sido onívoro.

## Nome
O nome genérico Ammosaurus é derivado dos termos gregos ammos ("terra de areia") e sauros ("lagarto"), fazendo referência ao arenito em que foi encontrado e à sua natureza reptiliana. Existe atualmente uma espécie reconhecida (A. major), que é assim chamada por ser maior do que o Anchisaurus, gênero do qual foi originalmente considerada uma segunda espécie. O famoso paleontólogo americano Otniel Charles Marsh criou este nome em 1889. Em 1891, Marsh criou o novo gênero Ammosaurus para a espécie e, em 1892 identificou uma segunda espécie, o Ammosaurus solus, que hoje os cientistas consideram ser a mesma que o A. major.

### Sinônimo de Anchisaurus?
No presente, as relações do Ammosaurus com outros dinossauros são altamente incertas. O Ammosaurus foi um dos primeiros membros da subordem Sauropodomorpha e é estreitamente relacionado com o Anchisaurus, sendo possível que ambos cinstituam a mesma espécie. Diferentes paleontólogos consideram o Anchisaurus um prossaurópode basal (Galton & Upchurch, 2004) ou um saurópode basal (Yates & Kitching, 2003; Yates, 2004).
Marsh originalmente descreveu o Ammosaurus major como Anchisaurus major, apesar de o  haver separado em outro gênero dois anos depois. No entanto, alguns estudos recentes têm sugerido que o  Ammosaurus e o Anchisaurus constituem o mesmo animal (Sereno, 1999; Yates, 2004). Outros cientistas preferem manter os dois gêneros distintos, devido a diferenças anatômicas na pélvis e nos pés posteriores mas, ainda assim, ambos continuam considerados considerados táxons irmãos (Galton & Upchurch, 2004).

## Descobertas fósseis
Fósseis de Ammosaurus foram originalmente descoberto na Formação Portland do Supergrupo Newark, no estado americano de Connecticut. Esta formação geológica preserva um ambiente árido, com fortes estações seca e úmida, desde a idade Pliensbachiana até a Toarciana da época Jurássica Anterior (aproximadamente 190 até 176 milhões anos atrás).
Os espécimes originais foram recuperados de uma pedreira de arenito utilizada na construção da ponte Manchester South, em Connecticut. Na verdade, o holótipo foi descoberto por trabalhadores da pedreira e, infelizmente, consiste apenas na metade de trás do esqueleto, uma vez que o bloco com a metade da frente já havia sido instalado na ponte. Em 1969, a ponte foi demolida e alguns restos do Ammosaurus foram recuperados. Três outros esqueletos incompletos de diferentes idades foram também encontrados em Connecticut, mas não há crânio conhecido (Weishampel & Young, 1996). Ammosaurus também são encontrados em depósitos norte-americanos da idade do Bajociano, o que o torna um dos poucos prossaurópodes a sobreviver durante a época Jurássica Média (Weishampel et al., 2004).

### Ammosaurus fora de Connecticut
Restos de Ammosaurus foram relatados em outras partes da América do Norte, mas podem não ser representantes da espécie A. major, se é que são representantes do gênero.
O Arenito Navajo do Arizona tem a mesma idade da formação de Portland, e produziu prossaurópodes que têm sido referidos como Ammosaurus (Galton, 1971). No entanto, é possível que estes realmente pertençam ao gênero Massospondylus, conhecido apenas na África do Sul (Galton & Upchurch, 2004).
Na província canadense de Nova Escócia, os cientistas descobriram prossaurópodes na Formação Brook McCoy, que tem cerca de 200 a 197 milhões anos de idade. O material encontrado ma Nova Escócia fornece pistas sobre a dieta desses animais. Um grande número de gastrólitos, pedras ingeridas para moer o material vegetal no intestino, foi encontrado no abdómen, bem como ossos do crânio de um pequeno lagarto Clevosaurus. Isso indica que estes dinossauros eram omnívoros, com uma dieta composta principalmente de plantas, mas com um suplemento ocasional da carne (Shubin et al., 1994). No entanto, estes achados ainda não foram plenamente descritos ou ilustrados, e são apenas tentativamente referidos ao Ammosaurus. Estudos posteriores poderão confirmar ou descartar essa hipótese.